# アルフラガヌス
アルフラガヌスまたはファルガーニー（アラビア語： أبو العبّاس أحمد بن محمد بن كثير الفرغاني, Abū al-ʿAbbās Aḥmad ibn Muḥammad ibn Kathīr al-Farghānī, アブー・アル＝アッバース・アフマド・イブン・ムハンマド・イブン・カスィール・アル＝ファルガーニー、ラテン名：Alfraganus）は、9世紀前半に活躍した天文学者。中央アジアのフェルガナの出身。
アッバース朝第7代カリフ・マアムーン（在位813年-833年）、及び次代のムウタスィム（在位833年－842年）の時代において最大の天文学者と称されたが、第11代カリフ・ムンタスィム（在位861年 - 862年）の時代までは存命していたこと以上には詳しい来歴は分かっていない。

## 業績
著書には『天文学集成』(كتاب في جوامع علم النجوم, Kitāb fī Jawāmiʿ ʿIlm al-Nujūm, キターブ・フィー・ジャワーミウ・イルム・アン＝ヌジューム）こと『天文学集成と天体運動の基礎』（كتاب جوامع علم النجوم وأصول الحركات السماوية, Kitāb Jawāmiʿ ʿIlm al-Nujūm wa Uṣūl  al-Ḥarakāt al-Samāwīya, キターブ・ジャワーミウ・イルム・アン＝ヌジューム・ワ・ウスール・アル＝ハラカート・アッ＝サマーウィーヤ、英語：Book of generalities of astronomy and bases of celestial motions)がある他、アストロラーベの作り方などもある。
バグダードにおいてマアムーンによって組織された科学者のチームの一員として、子午線弧長の測量による地球の直径の算出に参加した。
後にカイロに移り856年にアストロラーベに関する重要な著作を行い861年にラウダ（ローダ）島に水位計測器ナイロメータの建設にかかわった。

### 『天文学集成と天体運動の基礎』[2][3][4]
833年頃。プトレマイオス天文学の入門。かならずしも『アルマゲスト』に対応する内容があるわけではない。数学的な内容はほとんど触れないが、その範囲では網羅的である。
- 第１章：アラビア、シリア、ローマ、ペルシアの暦や月の名前、年代の対応関係。『アルマゲスト』には、本章に対応する内容なし。
- 第２-５章：『アルマゲスト』I.2-8に現れる、宇宙論の基本的な概念。地球が球形で宇宙の中心であること、天球の主要な二つの運動。第５章では、黄道傾斜を23° 51′とする（当時の真値は23° 35。後に別の著作では後で計測した別の値を紹介している。）
- 第６-8章：地上の人間が居住可能な地域と、Clime(地表面を日照時間で帯状に区切る分割）について。第８章でマームーンによる地球の計測の結果（周長20,400マイル、直径6,500マイル）を述べる。
- 第10-11章：黄道十二宮のアセンダントなど
- 第12章　各惑星（太陽、月を含む）の天球の構成、それらと地球からの距離。
- 第13章　太陽と月、恒星の運行。
- 第14章　5惑星の黄経方向の運行。前の章ともども、恒星の100年に1° （プトレマイオスによる歳差の値）の運動は、太陽（の遠地点）、月、5惑星で共有されているとする。
- 第15章　惑星の逆行
- 第16章　従円（導円）や周天円の大きさ
- 第17章　各々の惑星の従円（導円）や周天円の運動
- 第18章　月および5惑星の黄緯方向の運動
- 第19章　恒星の等級と主要な15の恒星の天球上の位置
- 第20章　月の二十八宿
- 第21章　太陽、月、5惑星の地球からの距離。プトレマイオス『アルマゲスト』では、5惑星の距離の議論はない。
- 第22章　太陽、月、5惑星の大きさ（地球との比較）。プトレマイオス『アルマゲスト』では、5惑星の大きさの議論はない。
- 第23章　天体の出没
- 第24章　天体の隠れ、昇降点との距離
- 第25章　月の位相（満ち欠け）
- 第26章　惑星の見え始め
- 第27章　地心視差
- 第28章-30章 日食と月食、それらの間の間隔

## 後世への影響
833年頃の著書である天文学、特に宇宙論の概説書『天文学集成と天体運動の基礎』はプトレマイオスのアルマゲストの宇宙論的な部分をほとんど数学を用いずに解説し、暦の変換など、簡単な天文学的な計算も紹介された。また、『アルマゲスト』のモデルから、天体の大きさやや位置の推計値を独自に計算してまとめた。
アラビア語圏でも広く読まれ、ヘブライ語訳もあるが、より広く読まれたのは欧州においてである。12世紀にクレモナのジェラルドにより、またセビリアのヨハネにより、合計二度ラテン語に翻訳された。印刷されたのは後者だが、前者も写本により広く読まれた。1590年にもヤコブ・クリストマンによって新たなラテン語訳がフランクフルトで出版される。
プトレマイオスの概略を学びたい知識人はもちろんのこと、『アルマゲスト』に欠けていた宇宙論の全貌を、数値付きで描き出している点も重宝された。プトレマイオスは『惑星仮説』で宇宙論を詳しく展開しているが、中世のラテン語訳はなく、本書や本書に類する書物の役割は大きかった。
月のアルフラガヌス・クレータはアルフラガヌスに因んで命名された。